# 叶志穂
叶 志穂（かのう しほ、1988年8月22日 - ）は、日本のAV女優。ティーパワーズ（TPJ）所属。
趣味は買い物

## 略歴
東京都出身。2008年8月に、『MILKY☆PUSSY☆CAT 初めてだらけの快感』h.m.pからAVデビュー。

## 出演

### アダルトビデオ
2008年
- MILKY☆PUSSY☆CAT 初めてだらけの快感（8月21日、h.m.p）
- kira☆kira Festival 泥酔GALS☆集団中出し（9月19日、kira☆kira）※オムニバス
- 美尻ギャルのデカマラ即ハメ4P（9月21日、h.m.p）
- 不良少女と義理の母（10月19日、アンナと花子）共演:堀口奈津美、茅ヶ崎ありす
- 絶叫体験☆アナル&中出し（10月21日、h.m.p）
- 変態虐め☆2穴バイブ&ぶっかけ（11月21日、h.m.p）
- NAHAHAME メンソーレ Vol.01（11月21日、PRESTIGE）
- 超ヤリ珍・ヤリマンサークル日誌 12（12月11日、PRESTIGE）

2009年
- 叶志穂大全集 1（2月21日、ビデオバンク）
- トリプルGALの2穴生中出しハードコアFUCK（3月19日、エムズビデオグループ）共演:長谷川なぁみ、葉月るい
- おしゃぶり予備校13 叶志穂（3月20日、映天）
- 叶志穂大全集 2（3月21日、ビデオバンク）
- ネットで噂のギャルソープ二輪車 志保＆ひびき（4月1日、GLAY'z）共演:大槻ひびき
- VAMPIRE/LEMONADE 4（4月27日、デジタルアーク）
- 禁じられたあえぎ声ファイル 2 叶志穂（7月3日、INAZUMA）
- PLAY GIRL 07（7月17日、レアル・ワークス）

2010年
- 東京ヤリマンギャルナンパDX（1月22日、レアルワークス）…他出演:Marie、鈴木さとみ、RICA、石川みずき、星野あかり
- 美少女アイドル絶叫ガチファック!4時間（2月25日、プラネットプラス） 他出演:相崎琴音、園原りか
- 働くオンナ斬り 2（3月2日、PRESTIGE）
- 声を出しちゃ絶対ダメ！ヒクヒク震えるピンクの肉ビラ（8月20日、INAZUMA）…他出演:大槻ひびき、雪見紗弥
- Vanilla Body しほ（10月8日、アップス）